# 후경의 난
후경의 난(侯景-亂)은 548년에 중국 남북조 시대 양나라의 장군이었던 후경이 중심이 되어 일으킨 반란이다.

## 개요
547년에 동위를 세웠던 고환이 죽고, 그의 아들 고징이 대승상의 지위를 계승하자 당시 하남 13주의 태수였던 후경은 자신이 가진 군사력 때문에 고징의 의심을 받고 있다는 것을 알고 동위를 배신하여 하남의 영지를 갖고 남조 양나라에 귀순한 사건이 발생하였다.
양나라 무제는 후경의 영지를 접수하기 위해 대군을 보냈다. 그러나 동위는 모용소종(慕容紹宗)에게 후경을 공격하게 하고, 동위에 남아 있던 후경의 처자식을 죽였다. 그리고 양나라 군과 싸워 그들을 격파하고 하남을 되찾았다.
패배한 후경은 양나라에 투항했으나, 고징은 양나라와 수호관계를 맺고, 후경을 고립 상태로 몰아 넣었다. 
548년에 양나라와 동위의 협상과정에서 동위로 반환될 상황에 놓인 후경은 급박함에 자신의 영지에서 난을 일으켰다. 처음에는 자신의 정예병 800여 명으로 시작되었으나 강제모병과 해방노예, 양나라의 귀족제 모순 속에서 생계를 위협받던 농민들을 규합하여 곧 대군을 형성하였다. 이윽고 후경은 양의 수도인 건강으로 진격해 그곳을 포위하였고, 양 무제와 태자는 각지에 분봉되었던 종실의 왕들에게 근왕병을 요청하였으나 서로의 이득을 보고 견제를 한 결과 결국 다음해 건강이 함락되고, 무제는 사로잡혀 쇠약해 죽게 된다.
건강을 장악한 후경은 간문제를 옹립했다가 551년에 간문제를 살해하고 예장왕 소동을 제위에 올린 뒤 선양을 받아 황제에 올라 건강에서 즉위했다.
각지에 주둔한 여러 왕들 중 가장 세력이 강했던 형주자사 소역은 왕승변(王僧辯)에게 대군을 주어 건강을 공격했고 552년 후경은 도망 중 부하에게 살해당한다